# Генріх фон Гаймбург
Генріх фон Гаймбург (*Heinrich von Heimburg, д/н — після 1248) — 3-й магістр Лівонського ордену в 1246—1248 роках.

## Біографія
Походив з саксонського шляхетського роду Гаймбургів. Син Лупольда фон Гаймбурга, міністеріала пфальцграфів Саксонії. Замолоду доєднався до Тевтонського ордену. Вперше письмово згадується у 1239 році. Перебував у почті Отто I, герцога Брауншвейг-Люнебурзького. Також успішно просувався кар'єрними щаблями за великого магістра Конрада Тюринзького.
1246 року стає очільником Лівонського ордену. Намагався дотримуватися мирних стосунків з Ризьким архієпископством, єпископами Дерпту і Езель-Віцьким. У 1247 році в битві біля Амботену завдав поразки війську куршів й литовців, зміцнивши владу Ордену в Курляндії. У 1248 році здійснив успішний похід про земгалів. З невідомих причин того ж року Генріх фон Гаймбург пішов у відставку й перебрався до Німеччини. Подальша доля невідома. Новим магістром Лівонського ордену став Андреас фон Фельфен.